# Gunnar Palme
Gunnar Palme, född 6 september 1886 i Borgå i Finland, död 15 september 1934 i Svärta socken, var en svensk direktör. Han var far till den socialdemokratiske politikern Olof Palme.

## Biografi
Gunnar Palme var son till direktör Sven Palme och Hanna Palme, född von Born samt dotterson till Johan August von Born. Han var far till politikern Olof Palme och juristen Claës Palme samt bror till historikern Olof Palme och officeren Nils Palme. Efter mogenhetsexamen vid Nya Elementar i Stockholm blev Palme 1906 student vid Uppsala universitet, där han avlade juris kandidatexamen 1912.

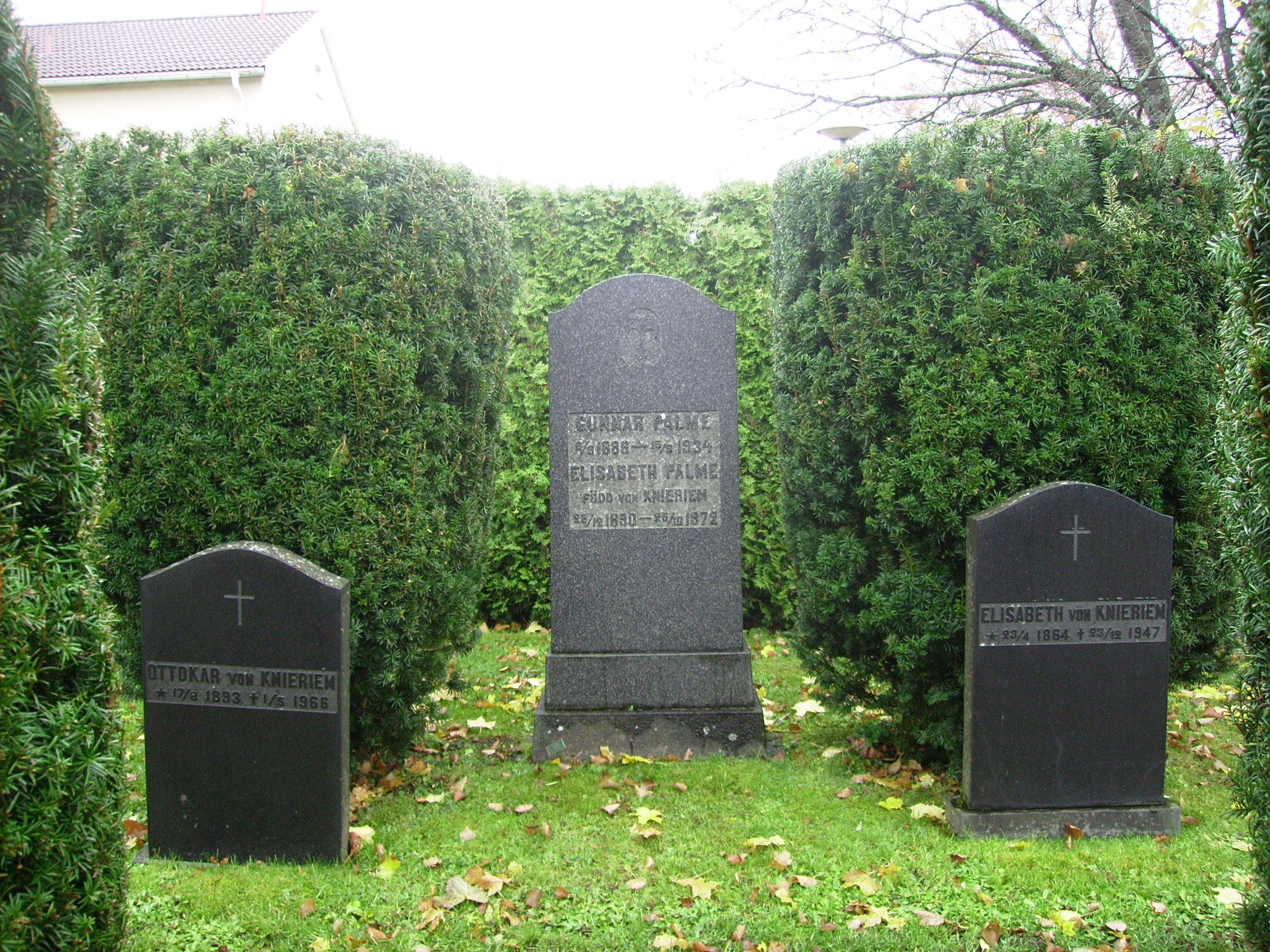
Gunnar Palmes gravvård på Alla Helgona kyrkogård i Nyköping.

Åren 1912–1915 genomförde han tingstjänstgöring och anställdes därefter i Lifförsäkrings AB Thule. År 1917 skickades han till Tyskland för att undersöka hur livförsäkringsbranschen klarade sig under kriget. År 1918 var han ombudsman, verkade som sekreterare i föreningen Finlands vänner, en organisation som verkade för Finlands frihet. 1924 blev han biträdande direktör, 1927 vice VD och 1932 VD. Palme var även styrelseledamot i Stockholms Inteckningsaktiebolag, Svenska personal-pensionskassan, Svenska Försäkringsföreningen, Svenska livräddningssällskapet, Föreningen Samhällshjälp och skattmästare i Samfundet S:t Erik. Han erhöll Frihetskorset av tredje klass 1918.
Somrarna tillbringade familjen ofta på släktgodset Ånga herrgård. Storbyggmästaren Olle Engkvist byggde ett modernt och Bauhaus-inspirerat sommarhus till familjen efter ritningar av arkitekten Jan Ruhtenberg. Huset placerades på släktens ägor och stod klart 1933.
År 1916 gifte Gunnar Palme sig med Elisabeth Sophie von Knieriem, familjärt kallad Müsi, dotter till professor Woldemar von Knieriem och Elli Kupfer. Under sin studietid i Uppsala blev han far till en utomäktenskaplig son. Gunnar Palme var sjuklig och astmatisk. Palme avled vid en ålder av 48 år till följd av en hjärtattack. Hans plötsliga död 1934 inträffade när Olof Palme var sju år.